# رنو اسپورت
رنو اسپورت (انگلیسی: Renault Sport) شرکت خودروسازی فرانسوی است، که در سال ۱۹۷۶ تأسیس شد.